# Rejvíz (národní přírodní rezervace)
Rejvíz je národní přírodní rezervace ev. č. 371 poblíž obce Jeseník v okrese Jeseník. Z hlediska historických zemí se tato lokalita nachází v českém Slezsku. Oblast spravuje AOPK ČR Správa CHKO Jeseníky.
Důvodem ochrany je zachování komplexu rašelinných ekosystémů se všemi druhy rostlin a živočichů na ně vázanými i jejich horninového, vodního a půdního prostředí. Chráněné území leží na rozvodí Černé Opavy a Vrchovištního potoka v nadmořské výšce 734–794 m. Prochází jím naučná stezka Rejvíz – Mechové jezírko po chodníku z klád (povalů). Jeho centrem je Velké mechové jezírko. Necelý jeden kilometr jižně od osady Rejvíz se v severovýchodní části rezervace nachází Malé mechové jezírko, které je zcela zarostlé a není veřejnosti přístupné.
Rašeliniště vzniklo v době ústupu doby ledové asi před šesti až sedmi tisíci lety. Jde o typ vrchovištního rašeliniště, kdy se zadržuje větší množství vody na nepropustném podloží.

## Rostliny a živočichové
Ze stromů zde roste především nižší borovice blatka (Pinus uncinata). Všudypřítomný je zde mech rašeliník (Sphagnum) a roste zde i masožravá rostlina rosnatka okrouhlolistá (Drosera rotundifolia). V těsném okolí vlastních rašelinišť se vyskytují druhy typické pro podmáčené louky jako prstnatec májový (Dactylorhiza majalis), kamzičník rakouský (Doronicum austriacum), ostřice příbuzná a lilie cibulkonosná (Lilium bulbiferum).
Ze savců se zde pravidelně objevuje netopýr severní (Eptesicus nilssonii), z ptáků datel černý (Dryocopus martius), sýc rousný (Aegolius funereus), chřástal polní (Crex crex) a čáp černý (Ciconia nigra). Vyskytují se zde dva druhy čolků: čolek karpatský (Lissotriton montandoni) a čolek horský (Ichthyosaura alpestris). Z nižších živočichů je zajímavý výskyt arktického druhu šídla rašelinného (Aeshna subarctica). Žije zde mj. množství různých pavouků.

## Kauzy
V roce 2018 probíhala v rezervaci těžba dřeva kvůli kůrovcové kalamitě. Pokácené stromy se protizákonně ošetřovaly jedovatým cypermethrinem. Toto jednání zůstane patrně bez postihu.